# Marek Puchała
Marek Puchała (ur. 26 czerwca 1959 w Cieplicach Śląskich, obecnie dzielnica Jeleniej Góry) – polski muzyk, artysta szklarz, animator kultury, od 2002 do 2020 dyrektor BWA Wrocław. Syn Reginy i Aleksandra Puchałów, projektantów Huty Szkła „Julia” w Szklarskiej Porębie.

## Życiorys

### Wykształcenie i działalność studencka
Jako junior uprawiał wyczynowo narciarstwo alpejskie w klubie sportowym Karkonosze. W 1978 rozpoczął studia w Państwowej Wyższej Szkole Sztuk Plastycznych (obecnie Akademia Sztuk Pięknych im. Eugeniusza Gepperta) we Wrocławiu, które ukończył w 1984 na Wydziale Szkła i Ceramiki. W 1981 wraz z Andrzejem Rogowskim zorganizował, korzystając ze struktur klubu studenckiego „Pałacyk”, festiwal muzyki nowofalowej Nowa Fala na Odrze. W tym samym roku współpracował też z Pomarańczową Alternatywą i publikował w gazecie A manifest Federacji Alternatywnych Komitetów (FAK).

### Kariera muzyczna
W 1983 wziął udział w utworzeniu ostatecznego składu grupy Klaus Mitffoch, w którym grał na perkusji. W 1985 ukazała się jedyna płyta zespołu. Był współautorem koncepcji teledysku do piosenki „Jezu jak się cieszę” i wraz z Lechem Janerką, Wiesławem Mrozikiem i Krzysztofem Pociechą muzyki do utworów z płyty Klaus Mitffoch.
Po rozpadzie zespołu i odejściu Lecha Janerki, Klaus Mitffoch koncertował z Pawłem Goffrym Chylińskim (gitara, śpiew). W roku 1986 Puchała współtworzył zespół Klaus Mit Foch, w którego składzie znaleźli się również: Zbigniew Kapturski (gitara, wokal), Wiesław Mrozik (gitara basowa), Jacek Fedorowicz (gitara basowa). W 1988 roku zespół wydał płytę Mordoplan.
W 2012 r. płyta Mordoplan została wznowiona nakładem Rity Baum.

### Indywidualna kariera
Od połowy lat 80. kontynuował indywidualną karierę artystyczną, uczestnicząc w wystawach szkła artystycznego, m.in. kilkakrotnie w Światowej Wystawie Szkła Studyjnego Glass Now organizowanej przez Yamaha, sympozjach w niemieckim Frauenau i czeskim Novym Borze. Jego prace znajdują się m.in. w zbiorach Muzeum Narodowego we Wrocławiu, Muzeum Szkła Suomen Lasimuseo Riihimaki, muzeum w Sosnowcu i w zbiorach prywatnych.
W latach 1997–2002 kierował galerią Szkła i Ceramiki BWA Wrocław (SiC). Był kuratorem wielu wystaw zbiorowych promujących wrocławskie szkło artystyczne oraz wystaw indywidualnych m.in. Pavla Trnki i Tomasza Urbanowicza. Od 2002 do 2020 był dyrektorem BWA Wrocław.